# Rejon briański
Rejon briański (ros. Брянский район) – jednostka podziału terytorialnego na północnym wschodzie obwodu briańskiego w Federacji Rosyjskiej.
Ośrodkiem administracyjnym rejonu jest miasto Briańsk (samo miasto stanowi jednak oddzielną jednostkę podziału terytorialnego w obwodzie briańskim i nie wchodzi w skład rejonu briańskiego).

## Geografia
Powierzchnia rejonu wynosi 1860 km². Głównymi rzekami przepływającymi przez rejon są Desna, Bołwa, Snieżeć. Koryto Desny dzieli terytorium rejonu na wyżej położoną część prawobrzeżną, gdzie mieszka większość ludności rejonu oraz nizinną część lewobrzeżną, większość której pokrywają lasy i bagna.
Gleby darniowo-bielicowe, piaszczyste i szare gleby leśne. Złoża torfu (do 1990 roku prowadzono ich eksploatację), znaczne złoża fosforytów. Rudy żelaza (przedłużenie kurskiej anomalii magnetycznej, żelaziaki brunatne, rudy błotne).

## Historia
W związku z wprowadzeniem w ZSRR nowego systemu podziału terytorialnego, w 1929 roku terytorium guberni briańskiej podzielono na rejony, które od 1 października 1929 roku znalazły się w składzie nowo powstałego obwodu zachodniego. Jednym z takich rejonów był rejon bieżycki, będący poprzednikiem dzisiejszego rejonu briańskiego, z ośrodkiem administracyjnym w mieście Bieżyca. W 1930 ośrodek administracyjny rejonu przeniesiono z Bieżycy do Briańska, a sam rejon przemianowany został na rejon briański. W 1937 roku rejon włączono w skład obwodu orłowskiego. 5 lipca 1944 roku utworzono obwód briański, do składu którego włączono m.in. rejon briański. W związku z uzyskaniem przez Briańsk statusu stolicy obwodu ośrodek administracyjny rejonu przeniesiono początkowo do wsi Suponiewo, a w 1946 roku – ponownie do Bieżycy, przy czym nazwa rejonu nie uległa zmianie. W 1956 roku nastąpiło administracyjne połączenie Bieżycy i Briańska, co spowodowało, iż ośrodkiem administracyjnym rejonu stało się ponownie miasto Briańsk.
Granice rejonu wielokrotnie ulegały różnym modyfikacjom w związku z procesem ustanawiania i znoszenia innych rejonów (wygonickiego, żyriatińskiego), jak również w związku ze zmianami granic samego miasta Briańska.

## Gospodarka
Wiodącym przedsiębiorstwem rejonu jest ferma drobiu „Snieżka”, znajdująca się w miejscowości Putiowka. Rozwinięte jest również leśnictwo. Przedsiębiorstwa przemysłowe istnieją w takich miejscowościach jak Suponiewo, Swieni, Palco.

## Transport
Przez teren rejonu przebiegają trasy drogowe o znaczeniu federalnym: M3 oraz A240 (dawniej oznaczana jako M13). W rejonie znajdują się trasy kolejowe, które od Briańskiego węzła kolejowego rozchodzą się w siedmiu kierunkach – Moskwa, Dudorowo, Orzeł, Nawla, Homel, Smoleńsk i Wiaźma. Na terenie rejonu znajduje się międzynarodowy port lotniczy.

## Atrakcje turystyczne
Główną atrakcją turystyczną rejonu jest Monaster Swienski, symboliczny wizerunek którego znalazł się na herbie rejonu. We wchodzących w skład rejonu wsiach zachowały się zabytkowe cerkwie (XVIII-XIX w.). Unikatowy kompleks archeologiczny stanowi wieś Chotyliowo.